# Elieser Steinbarg
Elieser Steinbarg, jiddisch אליעזער  שטײנבֿאַרג (auch Eliezer Steinbarg oder Steinberg; * 18. Mai 1880 in Lipcany, Russisches Kaiserreich; † 27. März 1932 in Czernowitz, Rumänien), war ein jüdischer Schriftsteller, der in jiddischer Sprache schrieb.

## Leben
In Lipcany war Steinbarg Lehrer für Jiddisch und Hebräisch und Direktor der hebräischen und jiddischen Schule. 1919 zog Steinbarg von Lipcany nach Czernowitz. 1921 gab er in Bukarest eine hebräische und 1922 in Czernowitz eine jiddische Kinderfibel heraus. Er organisierte ein jiddisches Kindertheater, in dessen Chor auch der spätere lyrische Tenor Joseph Schmidt mitwirkte. In einem Dorf in den Karpaten gründete er eine Ferienkolonie, in der er mit den Kindern sang und ihnen Märchen und Legenden erzählte. 1925 plante er, nach Palästina auszuwandern, tat es jedoch nicht, sondern zog 1928 nach Brasilien, um seine wirtschaftliche Situation zu verbessern. Er leitete in Rio de Janeiro die Scholem-Alejchem-Schule und kehrte 1930 nach Rumänien zurück. 1932 starb er in Czernowitz nach einer Blinddarmoperation und wurde auf dem dortigen jüdischen Friedhof begraben. Im Leben der Stadt, deren Bevölkerung 1930 zu 47 % jüdisch war, hatten Kunst, Kultur und die jiddische Sprache einen hohen Stellenwert. So erklärt es sich, dass bei der Beerdigung Steinbargs Tausende von Trauernden erschienen.

## Werk und Nachwirkung
Die Lyrikerin Rose Ausländer (1901–1988) veröffentlichte zwischen 1931 und 1933 zahlreiche seiner Texte in Czernowitzer Zeitungen. Posthum erschienen 1932, 1935 und 1936 Fabeln, die teilweise vom befreundeten Arthur Kolnik illustriert waren. Dieser gestaltete Steinbargs Grabstein. Drucklegungen in Bukarest 1934/35, Buenos Aires 1949 und Tel Aviv 1969 und 1980 folgten. Bis heute findet Steinbarg Beachtung, etwa 1999 durch eine Ausstellung der Universitätsbibliothek Tübingen oder eine Lesung in Hannover im Jahr 2010.

1939 wurde die Kinderbücherei „E. Steinbarg“ der Scholem-Alejchem-Schule in Rio de Janeiro eröffnet. Im Jahr 1972 fand in Jerusalem eine Gedenkausstellung statt. Der literarische Nachlass Steinbargs wurde von den Erben der Jerusalemer Jüdischen Nationalbibliothek übergeben. In Czernowitz sind die Elieser-Steinbarg-Kulturgesellschaft und eine Gasse nach ihm benannt. Seit 1991 weist eine Gedenktafel auf sein Wohnhaus hin. Der jiddische Schriftsteller Josef Burg erinnerte sich 1998:

„Ich habe ein Gedicht in Jiddisch geschrieben und habe es Steinbarg gezeigt. Er sagte, ein jiddischer Dichter zu sein, und überhaupt ein Dichter, ein Schriftsteller zu sein, ist eine sehr schwere Sache, aber ein anständiger Mensch zu sein, das ist sehr leicht. Das wünsche ich dir in deinem Leben. Wie weit ich ein anständiger Mensch wurde in meinem Leben, das weiß ich nicht, aber dass ich ein Dichter, ein Schriftsteller geworden bin, das verdanke ich an erster Stelle Elieser Steinbarg.“